# Maurice Hamy
Maurice Théodore Adolphe Hamy, född 31 oktober 1861 i Boulogne-sur-mer, död 9 april 1936 i Paris, var en fransk astronom. Han var brorson till Ernest Hamy.
Hamy blev 1887 astronom vid observatoriet i Paris och var därjämte lärare vid École polytechnique. Förutom en mängd arbeten inom den praktiska astronomin publicerade han betydelsefulla arbeten i synnerhet inom den celesta mekaniken, såsom Étude sur la figure des corps célestes (1889) och Sur le développement approché de la fonction perturbatrice dans le cas des inégalités d'ordre élevé (1894). Hamy invaldes som ledamot av Franska vetenskapsakademien 1908. Han tilldelades Lalandepriset 1895.